# Justyna Steczkowska
Justyna Maria Steczkowska (Rzeszów, 2 augustus 1972) is een Pools zangeres.

## Biografie
Steczkowska groeide op in een groot en muzikaal gezin, heeft vijf zussen (Agata, Krystyna, Magdalena, Maria, Cecylia) en drie broers (Pawel, Jacek, Marcin) en speelde viool in een familieband voordat ze solozangeres werd. Ze heeft een vocaal bereik van vier octaven.
Steczkowska werd internationaal bekend vanwege haar deelname aan het Eurovisiesongfestival 1995, dat gehouden werd in de Ierse hoofdstad Dublin. Ze vertegenwoordigde Polen met het nummer Sama en eindigde op de achttiende plaats.
Naast haar eigen muziekcarrière was Steczkowska meerdere seizoenen jurylid en coach bij The Voice of Poland. Ze was te zien in seizoen 2 (2013), seizoen 4 en 5 (2014), seizoen 12 (2021), seizoen 13 (2022) en seizoen 14 (2023).
In 2024 waagde Steczkowska een poging om opnieuw naar het Eurovisiesongfestival te gaan. Met het nummer Witch-er Tarohoro verloor ze de Poolse voorronde echter nipt. Een jaar later vervulde ze haar ambitie alsnog, toen haar nummer Gaja werd gekozen als de Poolse inzending voor het Eurovisiesongfestival 2025 in het Zwitserse Bazel. Dertig jaar na haar eerste deelname keerde Steczkowska daardoor terug op het Eurovisiepodium en ze brak daarmee het record van Anna Vissi, die in 2006 na 24 jaar opnieuw aan het Songfestival deelnam. Steczkowska plaatste zich voor de finale en werd daarin veertiende.

## Studioalbums
- Dziewczyna Szamana (1996)
- Naga (1997)
- Dzień i Noc (2000)
- Mów do mnie jeszcze (2001) (met Paweł Deląg)
- Alkimja (2002)
- Femme Fatale (2004)
- Daj mi chwilę (2007)
- Puchowe kołysanki (2008)
- To mój czas (2009)
- Mezalianse (2011) (met Maciej Maleńczuk)
- XV (2012)
- Puchowe kołysanki 2 (2013)
- Anima (2014)
- I na co mi to było? (2015) (met Boban Marković)
- Maria Magdalena. All Is One (2019)
- Szamanka (2022)
- Steczkowska Demarczyk (2023)
- Witch Tarohoro (2024)